# یوشی ماکیتا
یوشی ماکیتا (ژاپنی: 牧田 有史؛ زادهٔ ۱۰ ژانویهٔ ۱۹۶۴) یک بازیکن فوتبال اهل ژاپن است.
از باشگاه‌هایی که در آن بازی کرده‌است می‌توان به باشگاه فوتبال سانفریس هیروشیما اشاره کرد.